# It Ain't Necessarily So
Clip vidéo
[vidéo] « Aretha Franklin - It Ain't Necessarily So », sur YouTube
[vidéo] « Ella Fitzgerald et Louis Armstrong - It Ain't Necessarily So », sur YouTube
[vidéo] « Cab Calloway - It Ain't Necessarily So - The Ed Sullivan Show », sur YouTube
[vidéo] « Charles Aznavour - C' n'est pas nécessairement ça », sur YouTube
It Ain't Necessarily So (Ce n'est pas nécessairement le cas, en anglais) est un standard de jazz et de gospel, composé par George Gershwin avec des paroles de son frère Ira Gershwin, pour leur opéra américain Porgy and Bess de Broadway à New York de 1935. Il est interprété sur scène par John W. Bubbles (en), puis repris et enregistré avec succès en particulier par Aretha Franklin, ou Ella Fitzgerald et Louis Armstrong.

## Histoire
Les frères George Gershwin et Ira Gershwin composent et écrivent cette chanson du début de l'acte 2, scène 2 de leur opéra, en même temps que Summertime du début de l'opéra, adapté du roman et de la pièce de théâtre Porgy de Broadway, de 1927, du couple d'auteurs DuBose Heyward et Dorothy Heyward. 
Avec ce standard de jazz et de gospel de comédie musicale, le trafiquant de drogue et proxénète Sportin' Life (interprété par John W. Bubbles (en)) s’interroge et exprime ses doutes à son entourage sur des passages de la Bible et sur la religion abrahamique, tels que le combat où le prophète David tue le géant Goliath, le passage du Livre de Jonas où le prophète Jonas est avalé durant 3 jours puis rejeté par une baleine, celui où le prophète Moïse est retrouvé à sa naissance dans une corbeille sur l'eau du Nil par la fille du pharaon, celui où le diable est décrit comme horrible, et celui du patriarche Mathusalem qui vécut 900 ans...

## Reprises
Porgy and Bess est un des grands succès de Broadway. Ce standard de jazz et de gospel est repris par de nombreux interprètes, dont Bing Crosby (1936), Oscar Peterson (album Oscar Peterson Plays George Gershwin, 1952), Peggy Lee (album Black Coffee (en), 1956), Ella Fitzgerald et Louis Armstrong (album Porgy and Bess, 1958), Sammy Davis, Jr. (film Porgy and Bess, 1959), Miles Davis (album Porgy and Bess, 1959), Cab Calloway (1960), Charles Aznavour (C' n'est pas nécessairement ça, en français, album Les Deux Guitares, 1960), Aretha Franklin (album Aretha, 1961), Ray Charles (album Porgy And Bess, 1976), Bronski Beat (album The Age of Consent, 1984), Cher (1994), Sting avec le saxophoniste Joe Henderson (album Porgy & Bess (en), 1997), Herbie Hancock (album Gershwin's World, 1998), Frank Sinatra (album Sinatra Sings Gershwin, 2003)...

## Comédie musicale, cinéma
- 1935 : Porgy and Bess, comédie musicale opéra des frères George Gershwin et Ira Gershwin, interprétée par John W. Bubbles (en).
- 1959 : Porgy and Bess, film d'Otto Preminger, interprétée par Sammy Davis, Jr.